# Semiopyla
Semiopyla  (лат.) — род аранеоморфных пауков из подсемейства Amycinae в семействе пауков-скакунов (Salticidae). Представители этого рода распространены в Южной и Центральной Америке.

## Виды
- Semiopyla cataphracta Simon, 1901 — от Мексики до Аргентины typus
- Semiopyla triarmata Galiano, 1985 — Аргентина
- Semiopyla viperina Galiano, 1985 — Парагвай, Аргентина